# Episodi di WKRP in Cincinnati (quarta stagione)
La quarta stagione della serie televisiva WKRP in Cincinnati è stata trasmessa in anteprima negli Stati Uniti d'America dalla CBS tra il 7 ottobre 1981 e il 21 aprile 1982.
| nº | Titolo originale               | Titolo italiano | Prima TV USA     | Prima TV Italia |
| -- | ------------------------------ | --------------- | ---------------- | --------------- |
| 1  | An Explosive Affair (Part 1)   |                 | 7 ottobre 1981   |                 |
| 2  | An Explosive Affair (Part 2)   |                 | 14 ottobre 1981  |                 |
| 3  | The Union                      |                 | 21 ottobre 1981  |                 |
| 4  | Rumors                         |                 | 28 ottobre 1981  |                 |
| 5  | Straight from the Heart        |                 | 4 novembre 1981  |                 |
| 6  | Who's on First?                |                 | 11 novembre 1981 |                 |
| 7  | Three Days of the Condo        |                 | 18 novembre 1981 |                 |
| 8  | Jennifer and the Will          |                 | 2 dicembre 1981  |                 |
| 9  | The Consultant                 |                 | 30 dicembre 1981 |                 |
| 10 | Love, Exciting and New         |                 | 6 gennaio 1982   |                 |
| 11 | You Can't Go Out of Town Again |                 | 13 gennaio 1982  |                 |
| 12 | Pills                          |                 | 20 gennaio 1982  |                 |
| 13 | Changes                        |                 | 27 gennaio 1982  |                 |
| 14 | Jennifer and Johnny's Charity  |                 | 3 febbraio 1982  |                 |
| 15 | I'll Take Romance              |                 | 17 febbraio 1982 |                 |
| 16 | Circumstantial Evidence        |                 | 24 febbraio 1982 |                 |
| 17 | Fire                           |                 | 17 marzo 1982    |                 |
| 18 | Dear Liar                      |                 | 24 marzo 1982    |                 |
| 19 | The Creation of Venus          |                 | 31 marzo 1982    |                 |
| 20 | The Impossible Dream           |                 | 7 aprile 1982    |                 |
| 21 | To Err Is Human                |                 | 14 aprile 1982   |                 |
| 22 | Up and Down the Dial           |                 | 21 aprile 1982   |                 |